# Gmina Wińsko
Die Gmina Wińsko [ˈviɲskɔ] ist eine Landgemeinde im Powiat Wołowski der Woiwodschaft Niederschlesien in Polen. Ihr Sitz ist das gleichnamige Dorf (deutsch Winzig) mit etwa 1600 Einwohnern.

## Geographie

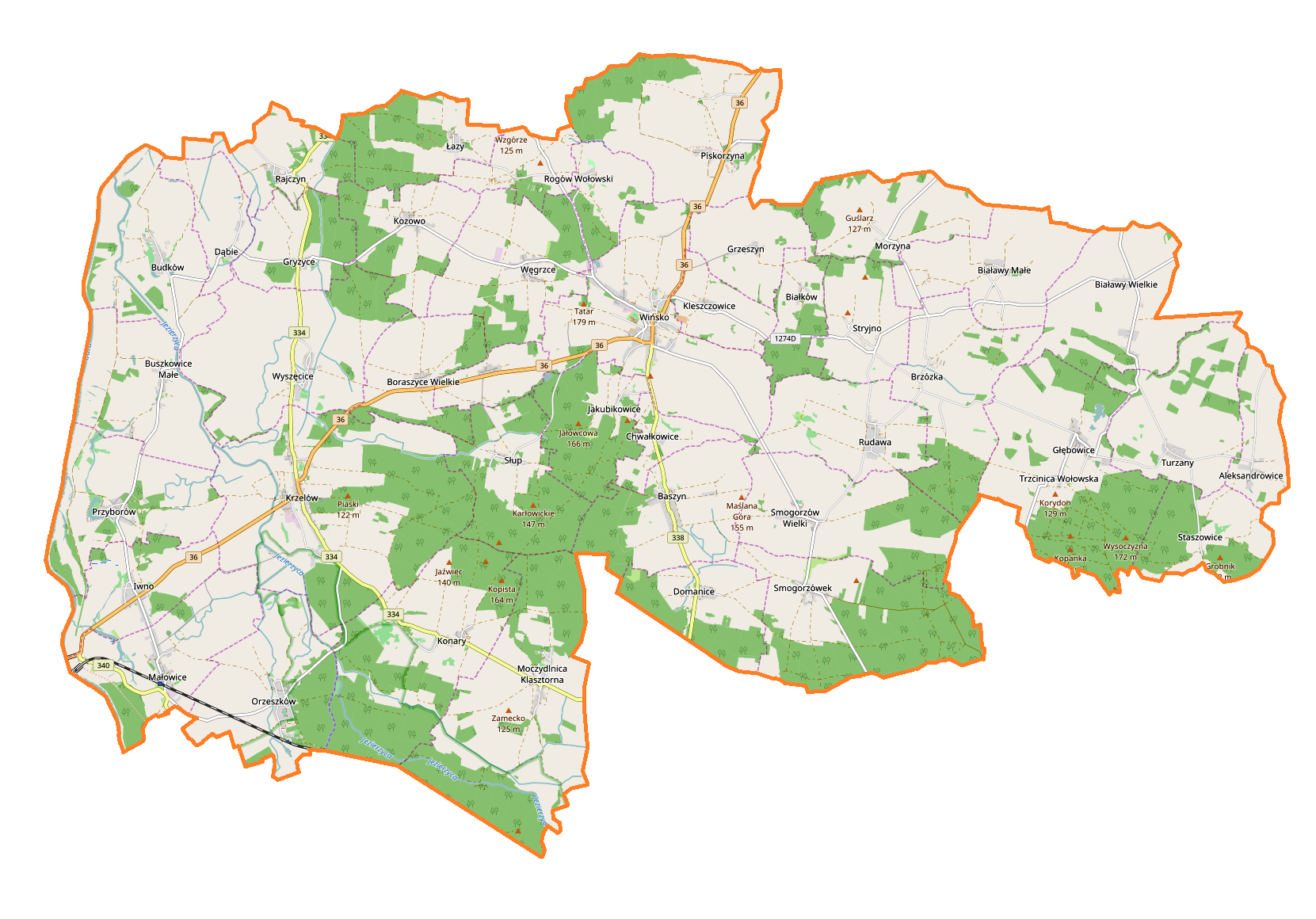
Karte der Gemeinde

Die Gemeinde liegt im Norden der Woiwodschaft Niederschlesien. Nachbargemeinden sind Jemielno sowie Wąsosz im Norden, Żmigród im Osten, Prusice im Südosten, Wołów im Süden, Ścinawa im Südwesten und Rudna im Nordwesten. Die Kreisstadt Wołów (Wohlau) liegt sechs Kilometer südlich, Breslau etwa 50 Kilometer südöstlich.
Die Westgrenze der Gemeinde wird durch die Oder gebildet.

## Geschichte
Die Landgemeinde wurde 1973 aus Gromadas wieder gebildet. Die Woiwodschaft Breslau wurde 1975 im Zuschnitt verkleinert, der Powiat aufgelöst. Zum 1. Januar 1999 kam die Gemeinde zur Woiwodschaft Niederschlesien und zum wieder errichteten Powiat Wołowski.

## Partnerschaft
Eine Gemeindepartnerschaft besteht seit 2008 mit Hollenstedt in Niedersachsen.

## Gliederung
Die Landgemeinde Wińsko besteht aus Dörfern mit 42 Schulzenämtern (deutsche Namen, amtlich bis 1945):
1. Aleksandrowice
2. Baszyn (Beschine, 1937–1945: Hartfelde)
3. Białawy Małe (Klein Baulwie, 1937–1945: Röhrsborn)
4. Białawy Wielkie (Groß Baulwie, 1937–1945: Ulmenau)
5. Boraszyce Małe
6. Boraszyce Wielkie
7. Brzózka (Dittersbach)
8. Budków (Bautke, 1937–1945: Eichdamm)
9. Buszkowice Małe (Klein Bauschwitz)
10. Chwałkowice
11. Dąbie
12. Domanice
13. Głębowice (Glumbowitz, 1937–1945: Alteichenau)
14. Grzeszyn
15. Gryżyce (Krischütz)
16. Iwno (Ibsdorf)
17. Jakubikowice
18. Kleszczowice
19. Kozowo (Kaschwen, 1937–1945: Brunnwiese)
20. Konary (Kunern)
21. Krzelów (Krehlau)
22. Łazy (Lahse)
23. Małowice (Kunzendorf)
24. Moczydlnica Klasztorna (Mönchmotschelnitz)
25. Morzyna (Mersine, 1937–1945: Maibach N.S.)
26. Orzeszków
27. Piskorzyna (Piskorsine, 1937–1945: Kirchlinden)
28. Przyborów (Waldheim)
29. Rajczyn (Rayschen)
30. Rogów Wołowski
31. Rudawa (Seifrodau)
32. Słup
33. Smogorzówek
34. Smogorzów Wielki (Groß Schmograu)
35. Stryjno
36. Staszowice
37. Turzany (Exau)
38. Węglewo
39. Węgrzce (Wangern)
40. Wińsko. Polna (Winzig)
41. Wrzeszów
42. Wyszęcice (Wischütz)

Anmerkung: Buszkowice (Hochbauschwitz) liegt jenseits der Oder.

## Baudenkmal
- Schloss Glumbowitz (Pałac w Głębowicach) galt als eines der bedeutendsten Schlösser des Hochklassizismus. Das Schloss steht seit 1980, der Park seit 1984 unter Denkmalschutz. Das Bauwerk ist seit seiner Privatisierung dem Verfall preisgegeben.[4]

## Verkehr
Wichtigste Verkehrsachse ist die Landesstraße DK36 von Rawicz (Rawitsch) nach Prochowice (Parchwitz). Die Woiwodschaftsstraße DW334 kreuzt bei Krzelów (Krehlau). Im Hauptort der Gemeinde zweigt die DW338 in die Kreisstadt Wołów (Wohlau) ab.
An der Bahnstrecke Breslau–Stettin besteht der Bahnhof Małowice Wołowskie in Małowice (Kunzendorf).
Der nächste internationale Flughafen ist Breslau.

## Persönlichkeiten
- Franz Carl Achard (1753–1821), Naturwissenschaftler; starb an seiner Wirkungsstätte Kunern
- Alexander Meurer (1862–1948), Vizeadmiral der Kaiserlichen Marine und Marinehistoriker; geboren in Krehlau
- Walter Schroth (1882–1944), Offizier und General; geboren in Glumbowitz
- Hermann Blache (1900–1985), SS-Oberscharführer und Kriegsverbrecher; geboren in Exau.